# Francesco Maria Veracini

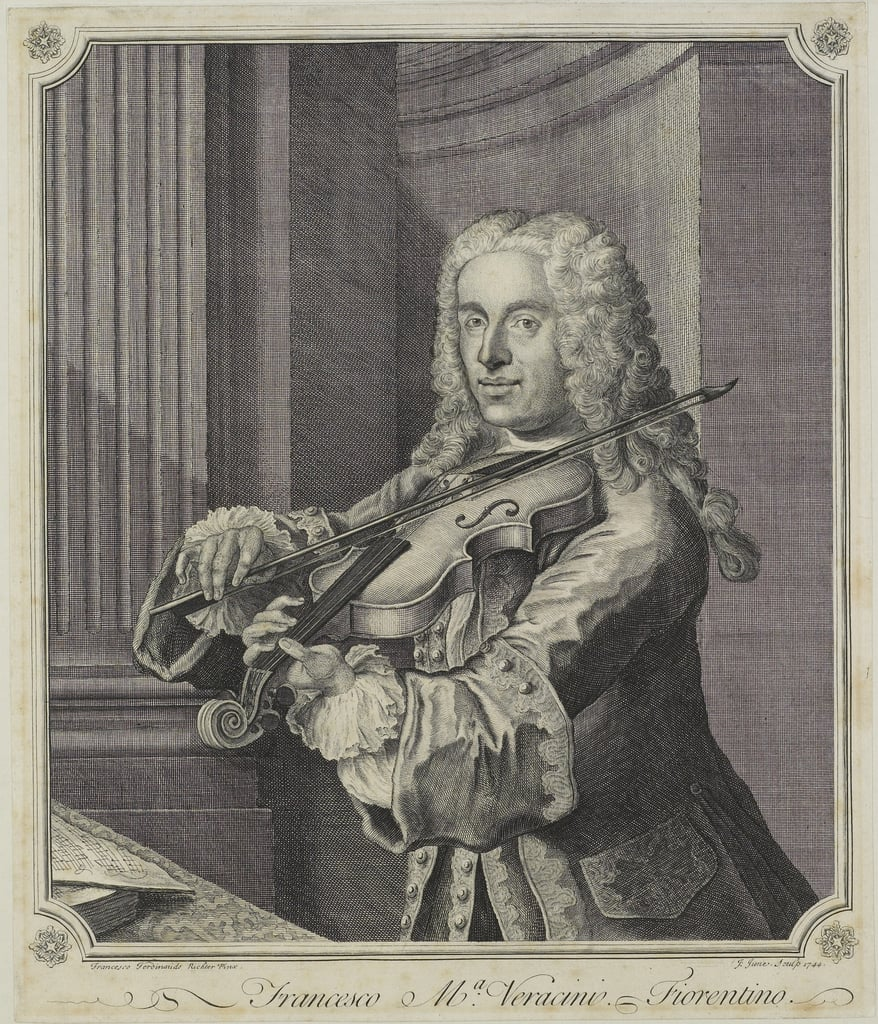
Francesco Maria Veracini, Stich von J. June nach einem Gemälde von Franz Ferdinand Richter.

Francesco Maria Veracini (* 1. Februar 1690 in Florenz; † 31. Oktober 1768 ebenda) war ein italienischer Violinist und Komponist. Veracinis Lebenslauf ist durch eine rege Reisetätigkeit geprägt, wobei er im Gegensatz zu anderen italienischen Vertretern der Instrumentalmusik immer wieder nach Italien zurückkehrte. Wichtige Stationen waren Dresden, wo er Kammerkomponist des Kronprinzen Friedrich August war, und London, dessen Opernbetrieb er mehrere Werke beisteuerte.
Veracinis Instrumentalmusik ist virtuos und extravagant. Die frühen Werke gehen vom Vorbild Arcangelo Corellis aus, weisen aber unter anderem durch die Aufhebung der Trennung von Kirchen- und Kammersonate und durch Ansätze zu einer Reprise am Ende der Sätze in die Zukunft. Die in dieser Zeit an Wichtigkeit gewinnende Homophonie lehnte Veracini jedoch zunehmend ab und ging in seinem Spätwerk den Weg zur musikalischen Klassik nicht weiter.
Sein Lehrwerk Trionfo della pratica musicale gibt wertvolle Hinweise zur Dirigierpraxis der ersten Hälfte des 18. Jahrhunderts.

## Leben

### Jugend in Florenz
Veracini entstammte einer florentinischen Musikerfamilie. Seine Eltern waren Maria Elisabetta und Agostino Veracini. Obwohl sein Vater Apotheker war, waren in dem Haus, in dem er aufwuchs, stets Musiker zugegen. Um seine Erziehung scheinen sich neben dem Vater auch der Großvater und der Onkel Antonio Veracini gekümmert zu haben, der ihn auf der Violine unterrichtete und mit ihm öffentlich musizierte. In seinem Lehrwerk Trionfo della pratica musicale nannte Francesco Maria als seine Lehrer den Organisten Giovanni Maria Casini und dessen Assistenten Francesco Feroci, ferner Francesco Gasparini und Giuseppe Antonio Bernabei, den er vielleicht in Süddeutschland getroffen hatte. Eine mögliche Lehrzeit bei Arcangelo Corelli lässt sich nicht belegen. Bereits als achtzehnjähriger steuerte Francesco Maria eine Arie zu dem Oratorium Sara in Egitto bei, einer Gemeinschaftsarbeit von 24 Komponisten. Die Familie Veracini war nicht im inneren Kreis der florentiner Musiker, sodass für Francesco Maria eine führende Stellung am Hof oder in einer Kirche nicht erreichbar gewesen sein dürfte. Nachdem sein Vater 1708 gestorben war, verließ er in seinen frühen zwanzigern Florenz.

### Venedig
Im Dezember 1711 war Veracini Solist der Weihnachtskonzerte im Markusdom in Venedig, im folgenden Februar spielte er ein concerto zu Ehren des Botschafters von Karl VI. in der Frari-Kirche, es handelt sich um die älteste datierbare Komposition Veracinis. Nach den Festlichkeiten kehrte er nach Florenz zurück, offenbar um das wahrscheinlich erste komplett von ihm komponierte Oratorium, Il Trionfo della innocenza patrocinata da S. Niccolò zur Aufführung zu bringen. Im Dezember 1712 war er wieder als Solist in San Marco in Venedig zu hören. Da er 1713 in einem Fremdenführer für Venedig erwähnt wurde, war er wohl bereits eine Bekanntheit, wozu eventuell auch die Mitwirkung an Opernaufführungen beigetragen haben könnte. Von Antonio Vandini, einem Zeitgenossen und Bekannten des berühmten Geigers Giuseppe Tartini, stammt die in Folge in der Überlieferung ausgeschmückte und in der Datierung von 1718 auf 1712 modifizierte Geschichte, dass Tartini von Veracinis Spiel so beeindruckt war, dass er Venedig verließ und an seiner Bogentechnik arbeitete, um das Niveau Veracinis zu erreichen.

### London und Düsseldorf

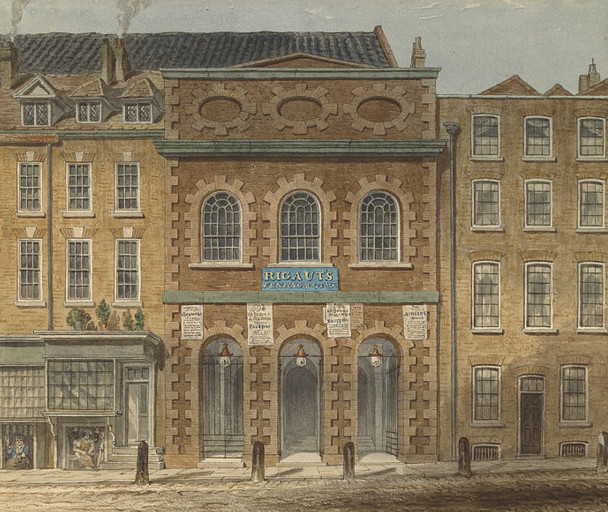
Ansicht des Queen’s Theatre im Jahr 1783 (damals King’s Theatre)

1714 wirkte Veracini in London, wo er als berühmter Musiker angekündigt wurde, der eben aus Italien angekommen sei. Im Queen’s Theatre bot er Violinsoli als Zwischenspiele in Opern dar. Georg Friedrich Händel, der vielleicht schon 1709 seine Bekanntschaft in Florenz gemacht hatte, und Francesco Geminiani waren ebenfalls zu dieser Zeit in London aktiv. Veracinis Musik wurde von Charles Burney als zu wild für den englischen Geschmack eingestuft, aber als phantasievoll verteidigt.
1715 hielt er sich für wohl eher kurze Zeit in Düsseldorf auf, wo er am Hof des Kurfürsten Johann Wilhelm laut einem Brief von Francesco Antonio Bonporti aus dessen Violinwerk spielte und zudem sein Oratorium Mosè al mar’ rosso dem Kurfürsten widmete.

### Dresden

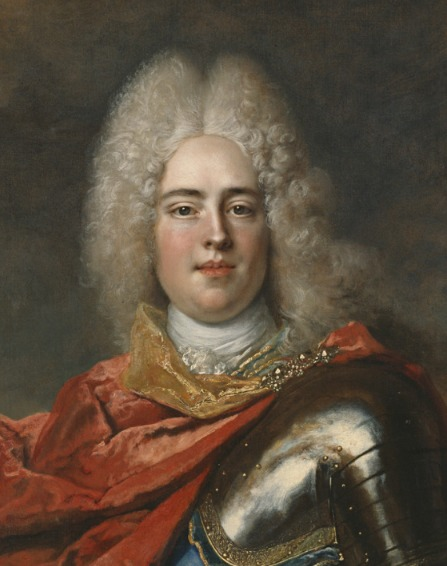
Bildnis des Kurprinzen August im Harnisch von Nicolas de Largillière, 1715

Im Sommer 1716 widmete Veracini in Venedig zwölf Violinsonaten dem Kronprinzen Friedrich August, Sohn des Königs von Polen und Kurfürsten von Sachsen. Friedrich August stellte Veracini bald darauf als Geiger für den Dresdner Hof an, für den 1717 zudem aus Venedig einige der berühmtesten Sänger Europas unter der Leitung von Antonio Lotti als neues Opernensemble rekrutiert wurden. Vor seiner Anstellung in Dresden wirkte Veracini im Jänner 1717 noch an einer Aufführung eines seiner Oratorien in Florenz mit. In Dresden gehörte er nicht zu Lottis Gruppe aus Venedig, sondern diente als Violinist und Cammer Compositeur dem Prinzen, dem er 1721 als Opus 1 zwölf Sonaten für Violine und basso contonuo widmete. Veracinis Rang und Gehalt entsprach denjenigen der Kapellmeister Johann Christoph Schmidt und Johann David Heinichen und des Konzertmeisters Jean Baptiste Volumier. Der künftige Konzertmeister Johann Georg Pisendel erhielt weniger als die Hälfte, wogegen die Sänger mehr als alle Instrumentalisten bekamen, Lotti sogar das Fünffache von Veracinis Gehalt. 1719 wurde Veracini nach Italien geschickt, um weitere Sänger anzuwerben. Dabei besuchte er offenbar Florenz, von wo er seinen Cousin Tommaso mitbrachte. Wahrscheinlich heiratete er damals auch Chiara Tesi, die ebenfalls aus Florenz stammte. Im Herbst wurde das neue Theater eröffnet, und die Hochzeitsfeierlichkeiten für August I. von September bis Oktober trugen zu diesem Höhepunkt musikalischer Aktivitäten bei. Händel besuchte Dresden und Georg Philipp Telemann sah den berühmten Veracini. Bereits im Oktober schieden Lotti, seine Frau und zwei weitere Sänger aus dem Dienst, bis Februar 1720 folgten die meisten übrigen. Die aufgewendeten Kosten erschwerten auch die Auszahlung von Veracinis Gehalt.
Um Veracinis letzte Tage in Dresden im Jahr 1722 ranken sich Legenden betreffend der Ursache eines Sturzes von Veracini aus dem Fenster. Johann Mattheson berichtet von einem plötzlich ausgebrochenen Wahnsinn, Carl Friedrich Cramer von einem verlorenen instrumentalen Wettstreit mit Pisendel. In seinem Lehrwerk bestätigte Veracini seinen Sprung aus dem Fenster.
Während seiner Dresdner Zeit war Veracini 1720 in Wien, um die Noten seines Oratoriums La Caduta del Savio nell'idolatria di Salomone seinem Onkel Antonio für eine Aufführung in Florenz zu übergeben. Für die Zeit zwischen August 1722 und Februar 1723 wurde über einen Dienst bei Graf Kinsky in der Nähe von Prag spekuliert.

### Florenz
Im Herbst oder Winter 1722/23 kehrte Veracini nach Florenz zurück und wohnte nun bei seinem Onkel Antonio, seiner verwitweten Mutter und weiteren Familienmitgliedern. Bald nach seiner Rückkunft fand eine Aufführung seines Oratoriums La liberazione del popolo ebreo nel naufragio di faraone im Palast des Erzbischofs statt. In Folge wirkte er auch als Geiger bei Oratorienaufführungen anderer Komponisten mit. Ob er im 1723 wiedereröffneten Florentiner Opernhaus angestellt wurde, ist nicht bekannt. 1729 schrieb er Kirchenkantaten zur Feier des Eintritts der Töchter zweier Florentiner Familien, der Tartinis und der Strozzis. Im folgenden Jahr fanden die Feierlichkeiten anlässlich der Wahl von Papst Clemens XII. aus der Familie Corsini aus Florenz statt, zu denen Veracini Kompositionen beisteuerte. Neben der geistlichen Musik widmete sich Veracini Auftritten in privaten Konzerten. Eine herausragende Rolle als Mäzen für Veracini dürfte Cosimo Riccardi gespielt haben. In der Zeit zwischen 1723 und 1733 dürften Veracini und der berühmte Geiger und Komponist Pietro Locatelli, der sich 1729 in Amsterdam niederließ, aufeinandergetroffen sein. Auch in Bezug auf Veracini wird über eine Reise in dieser Zeit berichtet, in seinem Fall nach Paris. Dass Veracini immer wieder „den Weg zurück nach Italien fand“ ist in der Emigrantenkultur der italienischen Instrumentalmusik des 18. Jahrhunderts eine Ausnahme.

### Zweite Londonreise
1733 reiste Veracini erneut nach London, wo er gute Möglichkeiten vorfand, viel Geld zu verdienen. Als berühmter „Signior Veracini“ in St. Jame’s Evening News angekündigt trat er auf, und seine Violinsonaten Op. 1 wurden wiederaufgelegt. Wie schon bei seinem ersten Aufenthalt in der englischen Hauptstadt trat er in einer Reihe von Benefizkonzerten auf. London, wo die Italienische Oper seit 1708 Fuß gefasst hatte, sah auch Veracinis Debüt als Opernkomponist mit Adriano in Siria im Jahr 1735 mit 20 Aufführungen im Laufe von sechs Monaten und einer Ausgabe von „the Favourite Songs“ daraus im Folgejahr. Diesem zwar kritisierten aber erfolgreichen Erstling folgten bald zwei weitere Opern nach, die jedoch weniger Aufführungstermine zu verbuchen hatten. In der Saison 1738/39 wurden in London keine Opern gegeben, und Veracini reiste nach Florenz. Seine Frau und sein Onkel waren bereits 1735 verstorben, seine Mutter starb etwa zur Zeit seiner Rückkunft. 1739 erschien eine Arie Veracinis in einer Gedichtesammlung in Florenz, die Margaret Walpole gewidmet war, die damals Florenz aus London besuchte. Ab 1741 hielt sich Veracini wieder in London auf, wo er eine weitere Oper, ein Oratorium und eine zweite Sammlung von Violinsonaten vorstellte. Die Konkurrenz zu Händel und Geminiani und die „wenig begeistert[e]“ Aufnahme seiner Sonate accademiche dürften ihn bewogen haben, sich von London abzuwenden. 1745 erlitt er Schiffbruch und verlor seine zwei berühmten Geigen von Jakob Stainer und die Niederschrift seiner Lehrschrift, die bereits für die Publikation bewilligt war. Die folgenden fünf Jahre liegen im Dunkeln.

### Lebensabend in Florenz

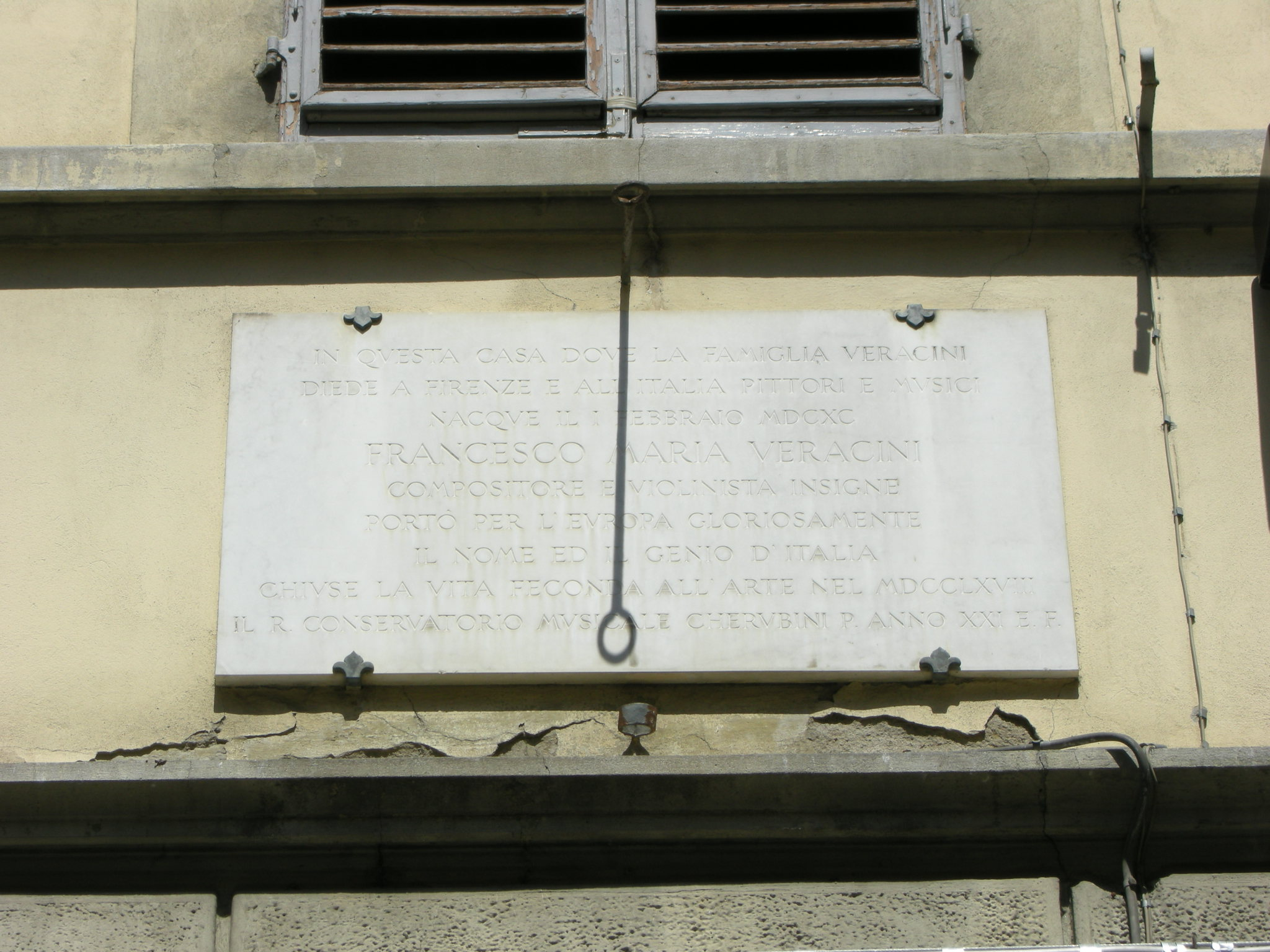
Gedenktafel, via Palazzuolo 30, Florenz

Veracini kehrte nach Florenz zurück. 1750 sind Auftritte dort und in Turin belegt. Ab dem Alter von 78 Jahren wurde er als maestro di cappella von San Gaetano angeführt, zwei Jahre darauf wurde er in derselben Funktion in San Pancrazio genannt. Vermutlich komponierte er in seinen letzten Jahren viel inzwischen verlorengegangene Kirchenmusik. Aus seinem Testament geht hervor, dass er in den letzten Lebensjahren auch unterrichtete. Er vermachte weniger als die Hälfte seines Vermögens seinen Verwandten, der Großteil ging an andere Familien und Personen.

## Musik
Der Charakter von Veracinis Werken ist oft energiegeladen. Die „Ablaufformen in harmonischer wie architektonischer Hinsicht“ werden in Frage gestellt, etwa die Ritornellform durch „Einsprengsel-Technik überdifferenziert“ beziehungsweise „verwässert“. Obwohl Veracini bereits zu Lebzeiten als Meister der Kantabilität galt, ist die melodische Gestaltung der schnellen Sätze in besonderem Maße durch Sequenzbildung bestimmt.
Im Gegensatz etwa zu Giuseppe Tartini, der im Laufe seines Schaffens eine Entwicklung durchmachte, die zur Dominanz der Oberstimme mit Elementen des empfindsamen Stils und zur Etablierung der klassischen Sonatenform hinführte, lehnte Veracini den homophonen Stil zunehmend ab und kann nicht als „eigentlich zukunftsweisender Komponist, der die Entwicklung zur musikalischen Klassik entscheidend gefördert hätte“ bezeichnet werden.

### Sonaten

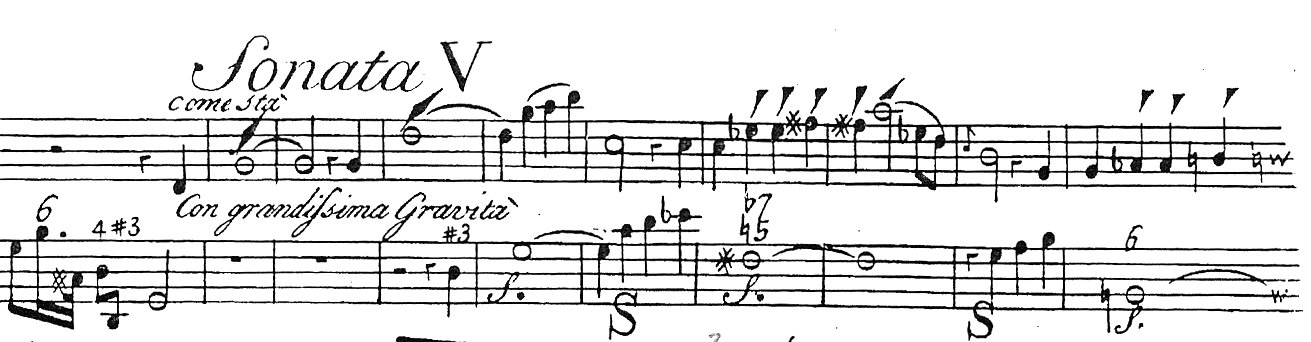
Beginn der fünften Sonate aus den Sonate Accademiche Op. 2 von 1744

Neben Francesco Geminiani und Pietro Locatelli wird Veracini als Vertreter der Corelli-Tradition benannt. Sein Werk zeigt aber deutliche Abweichungen vom großen Vorbild. Im Zentrum von Veracinis musikalischem Werk stehen drei Sammlungen von Solosonaten. Bereits die erste von 1716 besticht durch ausgreifende Melodielinien in den langsamen Sätzen. Die „melodischen Formulierungen“ sind einprägsam und ausdrucksvoll. Als progressiver Zug gegenüber dem Vorbild Corelli gilt die Aufhebung der Trennung zwischen Sonata da chiesa und Sonata da camera: Es finden sich weder Fugen, wie es für die Kirchensonate typisch ist, noch die Tanzsätze der Kammersonate. Die vier Sätze in der Folge langsam-schnell-langsam-schnell tragen Anweisungen wie „cantabile“ oder „affettuoso“. Verglichen mit Corelli gestaltete Veracini den Rhythmus abwechslungsreicher und verwendete mehr Versetzungszeichen, weshalb Burney bei ihm die Einfachheit, Grazie und Eleganz in der Melodie vermisste. Besonders vital ist der Rhythmus im Schlusssatz der zwölften Sonate, wo schnelle 16tel- und Triolenfigurationen einander gegenübergestellt werden. Typisch ist eine freiere Dissonanzbehandlung, die besonders in den klein notierten verzierenden Tönen für seine Zeit bemerkenswert ist. Verglichen mit Corelli spielt die Trennung von Phrasen bei Veracini eine größere Rolle, Ausdehnung erreicht er durch Wiederholungen, die sich bei Corelli fast nur zum Zweck der Bekräftigung finden. Ein weiterer zukunftsweisender Zug ist die längere Wiederaufnahme zuvor präsentierten Materials gegen Ende auf der Tonika.
Bemerkenswert am Sonatenzyklus Op. 1 von 1721 sind die Eröffnungen der Stücke durch französische Ouvertüren an Stelle der üblichen Preludien. Die Sonate Accademiche Op. 2 von 1744 wenden sich an ein Publikum aus Kennern. Der erste Satz der ersten Sonate reiht „in gleichsam systematischer Weise elementare Motive und Spielfiguren“ aneinander und ist dementsprechend als „Toccata“ bezeichnet, ein Satztyp, der ausschließlich in der Tastenmusik üblich war. Damit erinnert er aber auch an Etüden des 19. Jahrhunderts.

### Konzerte
Neben Locatelli war Veracini der zweite Komponist von außerhalb Venedigs, der Vivaldis Konzert-Modell aufgriff und weiterentwickelte. Nur fünf Konzerte von Veracini sind bekannt, darunter als ältestes das Concerto a 10 für je zwei Trompeten und Oboen, Pauken, Solovioline und Streicher aus dem Jahr 1712, also entstanden während seines ersten Aufenthalts in Venedig und vor der Veröffentlichung von Vivaldis erster Konzertsammlung. Die dreisätzige Form ist typisch für Venedig. Die Solisten werden in drei Gruppen kombiniert vorgestellt. Sowohl die aus Bläsern und Streichern gemischte Besetzung als auch die große Ausdehnung ist für die Zeit außergewöhnlich. Die Ritornellform wird durch Tutti-Einwürfe bei den Solo-Episoden variiert, wie es in den 1730er und 1740er Jahren üblich werden sollte. Die vier späteren Konzerte folgen dem Modell Vivaldis.

### Opern
Von Veracinis Opern ist von der ersten, Adriano in Siria (1735) am meisten erhalten, immerhin ein Großteil der Arien. Obwohl Veracini im Gegensatz zu Händel in den Grenzen der Konventionen der Opera seria des frühen 18. Jahrhunderts verblieb, experimentierte er mit der Arienform mehr als seine italienischen Kollegen am Haymarket Theatre. Dabei ließ er sich vom Text oder der dramatischen Situation führen. Einzelne Worte oder Phrasen mit starkem Affekt erfahren spezielle musikalische Behandlung, ein Vorgehen, das von Johann Mattheson, Johann David Heinichen und anderen abgelehnt wurde. Dabei finden sich ungewöhnliche Dissonanzen bis zur vertikalen Kombination von vier Sekunden.

## Das Traktat „Il trionfo della prattica musicale“
Sein Lehrwerk Il trionfo della prattica musicale wurde von Veracini als Opus 3 geführt, was eine Datierung nach den akademischen Sonaten von 1744 bedeutet. Im Vorwort führt er jedoch aus, dass der Text im Laufe der Zeit zusammengetragen wurde. Der Text liegt in handschriftlicher Form vor, bereit für die Drucklegung. Entdeckt wurde er erst 1938. Der Traktat bietet Abhandlungen über Harmonik und Kontrapunkt, die jedoch wenig systematisch sind. Auch die Anweisungen zur Komposition vokaler und instrumentaler Musik sind zwar praktisch, haben aber eher zufälligen Charakter. Obwohl er oft in drastischer Manier über Fehler anderer Künstler herzieht, rühmt er beispielsweise Alessandro Stradella als Vorbild für Komponisten.
Besonders interessant sind die Paragraphen zur Dirigierpraxis, da es dazu aus dem 18. Jahrhundert wenige Berichte gibt. Veracini wendet sich gegen das durchgehend hörbare Schlagen des Taktes in der Oper, wie es in Frankreich zu seiner Zeit üblich war. Er lehnt jedoch akustische Taktzeichen nicht grundsätzlich ab. Das Tempo soll sich in der Vokalmusik flexibel nach dem Ausdruck der Worte richten. Rasche Sätze fängt man am besten nicht zu schnell an, da sie ohnehin gegen Ende schneller würden. In der Regel wurde der Takt durch den Kapellmeister-Cembalisten oder den Konzertmeister-Geiger vorgegeben, die üblicherweise auch die Funktion des Komponisten innehatten.

## Rezeption
Bernhard Paumgartner zählte Veracini 1966 in Die Musik in Geschichte und Gegenwart „unter den ital. Zeitgenossen J. S. Bachs […] zweifellos zu den bedeutendsten Tonkünstlern“. John Walter Hill widmete Veracini seine Dissertation, die 1979 unter dem Titel The Life and Works of Francesco Maria Veracini veröffentlicht wurde. Walter Kolneder bezeichnete 1972 in seinem Buch der Violine die „riesenhaft angelegt[en]“ Sonate accademiche als „Höhepunkte der hochbarocken Violinmusik“ „sowohl in der kompositorischen Durcharbeitung wie in der Auswertung der virtuosen Möglichkeiten des Instruments“. Die Aufnahme der Orchesterouvertüren durch das Ensemble Musica Antiqua Köln unter Reinhard Goebel (1994) wurde als Wiederbelebung der bizarren Fantasie und hohen technischen Virtuosität eines wahren Exzentrikers beschrieben. Goebel meinte dazu, dass der sächsische Kurprinz geschmunzelt haben mag, „wenn sich in einem der gigantischen Allegros oder der Menuets Veracinis ein Motiv ausklinkte, sich ebenso selbstverliebt wie selbstverständlich durch zehn Takte einmal rauf-, einmal runterschraubte und so, als sei nichts gewesen, an seinen Ausgangspunkt zurückkehrend den verloren geglaubten Faden wieder aufnahm“. Michael Märker gab im Barockmusikführer von 2001 wiederum zu bedenken, dass die dominierenden Sequenzbildungen in der melodischen Gestalt der schnellen Sätze „nicht immer als Ausdruck von Einfallsreichtum zu werten“ seien.

## Werke

### Instrumental
- 12 Sonaten für Blockflöte und B. c. (1716)
- Concerti à 5 libro secondo (1718)
- 12 Violinsonaten op. 1 Sonate a violino solo e Basso (1721)
- 12 Violinsonaten op. 2 Sonate accademiche à violino solo e Basso (1744)
- Dissertazioni sopra l'opera quinta del Corelli Sonaten für Violine und B. c. (um 1750)
- Ein kontrapunktisches Lehrwerk Il trionfo della pratica musicale op. 3 (1760)
- Violinkonzerte
- 6 Ouverturen (Dem Prinzen Friedrich August gewidmet)

### Opern
Alle Opern wurden im Londoner King’s Theatre uraufgeführt.
- Adriano in Siria (1735)
- La clemenza di Tito (1737)
- Partenio (1738)
- Rosalinda (1741)

### Geistliche Musik
- 1708 Eine Arie für das Oratorium Sara in Egitto, eine Gemeinschaftskomposition von 24 Komponisten
- 1711 Il Trionfo dell’innocenza patrocinata da San Niccolò, Oratorium
- 1711 Missa, Zu Ehren eines neuen apostolische Nuntius
- 1715 L’Empietà distrutta nella caduta di Gerico, Oratorium
- 1715 Mosè al Mar Rosso, Oratorium
- 1720 La Caduta del savio nell'idolatria di Salomone Oratorium
- 1739 Te Deum, zur Wahl des aus Florenz stammenden Papstes Clemens XII.
- 1744 L’errore di Salomone